# Juan Scassino
Juan P. Scassino  Ferreira (ur. 13 lipca 1953) – urugwajski bokser.
Uczestniczył w Letnich Igrzyskach Olimpijskich, w 1976 roku, przegrał w pierwszej rundzie w wadze lekkośredniej z Kalevi Kosunenem.